# What’s Up?
What’s Up? (englisch für „Was ist los?“) ist ein von Linda Perry geschriebenes Lied aus dem Jahr 1992. Es erschien zunächst auf dem im selben Jahr herausgebrachten und einzigen Album Bigger, Better, Faster, More! der US-amerikanischen Rockband 4 Non Blondes. Als zweite Single-Auskopplung des Albums belegte es 1993 in mehreren Ländern einen Spitzenplatz in den Musikcharts. So war es beispielsweise in Deutschland in zehn aufeinanderfolgenden Wochen vom 23. August bis 31. Oktober 1993 auf dem ersten Platz der deutschen Charts. Auf YouTube wurde der offizielle Videoclip bereits mehr als 1,8 Milliarden Mal angeklickt.

## Inhalt
Das im Wesentlichen mit drei Akkorden harmonisierte Lied mit dem Text und der Musik von Linda Perry beschreibt die Unzufriedenheit eines Menschen mit den gegenwärtigen Zuständen: 25 years and my life is still tryin' to get up that great big hill of hope for a destination (Ich bin jetzt 25 und versuche noch immer, den großen Hügel der Hoffnung mit einem Ziel zu erklimmen).
Zwar fand er bereits heraus, dass die Welt aus der Brüderschaft aller Menschen besteht (wie auch immer diese zu deuten ist), aber er kommt keinen Schritt weiter. Stattdessen wird er von dunklen Gedanken geplagt, die ihn unablässig verfolgen und immer wieder zum Weinen bringen, wenn er, auf dem Bett liegend, darüber sinniert: And so I cry sometimes when I'm lying in bed just to get it all out what's in my head.
Seine Verzweiflung über die herrschenden Verhältnisse erinnern an die Motivationen der religiös-sozialen Bewegung, wenn es etwa heißt: And I pray, oh my God, do I pray. I pray every single day for a revolution (Und ich bete, oh mein Gott, wie ich bete. Ich bete jeden einzelnen Tag für eine Revolution).

## Kommerzieller Erfolg

### Chartplatzierungen
What’s Up? erreichte in Deutschland die Chartspitze der Singlecharts und konnte sich als Sommerhit des Jahres 1993 zehn Wochen an ebendieser sowie 19 Wochen in den Top 10 und 29 Wochen in den Charts platzieren. In Deutschland wurde die Single noch im Jahr ihrer Veröffentlichung mit Doppelplatin für eine Million verkaufte Einheiten ausgezeichnet. Damit zählt What’s Up? zu den meistverkauften Singles in Deutschland. Neben den Singlecharts konnte sich What’s Up? für sechs Wochen auch an der Chartspitze der deutschen Airplaycharts platzieren. Des Weiteren erreichte die Single ebenfalls die Spitzenposition in Österreich und der Schweiz sowie Rang zwei im Vereinigten Königreich und Rang 14 in den Vereinigten Staaten. In allen fünf Ländern war What’s Up? der erste Single-Charterfolg der Band, in den Vereinigten Staaten zugleich auch der Einzige. In Deutschland, Österreich, der Schweiz und dem Vereinigten Königreich erreichte die Nachfolgesingle Spaceman ebenfalls die Charts, allerdings nicht so erfolgreich wie What’s Up?.
| ChartsChartplatzierungen       | Höchstplatzierung | Wochen |
| ------------------------------ | ----------------- | ------ |
| Deutschland (GfK)              | 1 (29 Wo.)        | 29     |
| Österreich (Ö3)                | 1 (22 Wo.)        | 22     |
| Schweiz (IFPI)                 | 1 (32 Wo.)        | 32     |
| Vereinigte Staaten (Billboard) | 14 (26 Wo.)       | 26     |
| Vereinigtes Königreich (OCC)   | 2 (17 Wo.)        | 17     |

| ChartsJahrescharts (1993)      | Platzierung |
| ------------------------------ | ----------- |
| Deutschland (GfK)              | 3           |
| Österreich (Ö3)                | 1           |
| Schweiz (IFPI)                 | 5           |
| Vereinigte Staaten (Billboard) | 50          |
| Vereinigtes Königreich (OCC)   | 21          |

### Auszeichnungen für Musikverkäufe
What’s Up? wurde weltweit mit 5× Gold und 7× Platin ausgezeichnet und verkaufte sich mehr als 2,4 Millionen Mal.
| Land/Region                  | Auszeichnungen für Musikverkäufe (Land/Region, Auszeichnung, Verkäufe) | Verkäufe  |
| ---------------------------- | ---------------------------------------------------------------------- | --------- |
| Australien (ARIA)            | Platin                                                                 | 70.000    |
| Brasilien (PMB)              | Gold                                                                   | 30.000    |
| Dänemark (IFPI)              | Gold                                                                   | 45.000    |
| Deutschland (BVMI)           | 2× Platin                                                              | 1.000.000 |
| Italien (FIMI)               | Platin                                                                 | 50.000    |
| Neuseeland (RMNZ)            | 3× Platin                                                              | 90.000    |
| Niederlande (NVPI)           | Platin                                                                 | 75.000    |
| Österreich (IFPI)            | Platin                                                                 | 50.000    |
| Schweden (IFPI)              | Gold                                                                   | 25.000    |
| Vereinigte Staaten (RIAA)    | Gold                                                                   | 700.000   |
| Vereinigtes Königreich (BPI) | Gold                                                                   | 400.000   |
| Insgesamt                    | 5× Gold · 9× Platin ·                                                  | 2.535.000 |

## Coverversionen
Das Lied wurde unter anderem von Pink und Playing for Change sowie von DJ Miko gecovert. 2009 erschien von Ina Müller auf ihrem Album Die Schallplatte – nied opleggt eine plattdeutsche Version unter dem Titel Buten Kluten. 2010 erreichte eine Coverversion des Liedes mit dem Titel HEYYEYAAEYAAAEYAEYAA von SLACKCiRCUS auf YouTube hohe Popularität unter der Internetcommunity. Das Video selbst, welches nach zehn Jahren mehr als 176 Millionen Aufrufe verzeichnet, zeigt Szenen von He-Man. 2011 brachte Antonia aus Tirol den Song inhaltlich entfremdet auf Deutsch mit dem Titel Hey was geht ab heraus; 2018 folgte ein Cover dieser Version der Draufgänger; 2020 veröffentlichte Roland Kadan auf YouTube eine Version in lateinischer Sprache. Im selben Jahr veröffentlichte Soap&Skin unter dem Titel What’s Going On eine Version des Liedes.

## Belege
1. ↑  4 Non Blondes: What's Up? auf YouTube
2. ↑  Wieland Harms: The Unplugged Guitar Book 2. Gerig, 1996, ISBN 3-87252-250-7, S. 13–18 8 (4 Non Blondes. What's Up).
3. 1 2 3 4 5 6 7  Chartquellen: DE AT CH US UK
4. ↑  GOLD-/PLATIN-Datenbank. musikindustrie.de, abgerufen am 30. Juni 2020.
5. ↑  Oldiefan50: Deutsche Airplaycharts. In: germancharts.de. 28. Dezember 2020, abgerufen am 10. Januar 2021.
6. 1 2 3  Jahrescharts: DE AT CH
7. ↑  Jahrescharts 1993 in den USA. In: longboredsurfer.com. Abgerufen am 4. November 2024 (englisch).
8. ↑  Jahrescharts in Großbritannien. In: officialcharts.com. Abgerufen am 4. November 2024 (englisch).
9. ↑  ARIA Charts – ARIA Top 50 Singles for 1993. Australian Recording Industry Association, abgerufen am 6. Dezember 2023 (englisch).
10. ↑  Certificados. pro-musicabr.org.br, abgerufen am 6. Dezember 2023.
11. ↑  Certificeringer. In: ifpi.dk. Abgerufen am 21. Dezember 2023 (dänisch).
12. ↑  Gold-/Platin-Datenbank. In: musikindustrie.de. Abgerufen am 4. November 2024.
13. ↑  Dati della certificazione richiesta: 4 Non Blondes – What’s Up? Federazione Industria Musicale Italiana, abgerufen am 13. August 2021 (italienisch).
14. ↑  Single Certification Search. In: radioscope.co.nz. Abgerufen am 27. Juli 2025 (englisch).
15. ↑  Goud/Platina. Nederlandse Vereniging van Producenten en Importeurs van beeld- en geluidsdragers, abgerufen am 13. August 2021 (niederländisch).
16. ↑  Auszeichnungen Archiv – Gold & Platin: 4 Non Blondes. IFPI Austria – Verband der Österreichischen Musikwirtschaft, abgerufen am 13. August 2021.
17. ↑  Guld- och Platinacertifikat – År 1987–1998. (PDF) IFPI Schweden, archiviert vom Original am 16. Juni 2011; abgerufen am 13. August 2021 (schwedisch).
18. ↑  Gold & Platinum: 4 Non Blondes – RIAA. Recording Industry Association of America, abgerufen am 13. August 2021 (englisch).
19. ↑  Billboard’s Best-Selling Records of 1993. (PDF) Billboard, 15. Januar 1994, S. 73, abgerufen am 13. August 2021 (englisch).
20. ↑  BRIT Certified – Certified Awards Search: 4 Non Blondes – What’s Up? British Phonographic Industry, abgerufen am 13. August 2021 (englisch).
21. ↑  P!nk: What′s Up? auf YouTube
22. ↑  Playing for Change: What′s Up? auf YouTube
23. ↑  HEYYEYAAEYAAAEYAEYAA. Abgerufen am 28. Oktober 2023 (deutsch).
24. ↑  Antonia aus Tirol präsentiert ihre neue Hit Single- Hey was geht ab - Whats up. Abgerufen am 26. November 2023.
25. ↑  Roland Kadan: Quidnam hic fit? Abgerufen am 4. Februar 2021 (Latein).
26. ↑  Der Song zum Sonntag: Soap&Skin - „What’s Going On“ auf fm4.orf.at vom 22. März 2020, abgerufen am 18. Oktober 2023